# サムソン RCWS

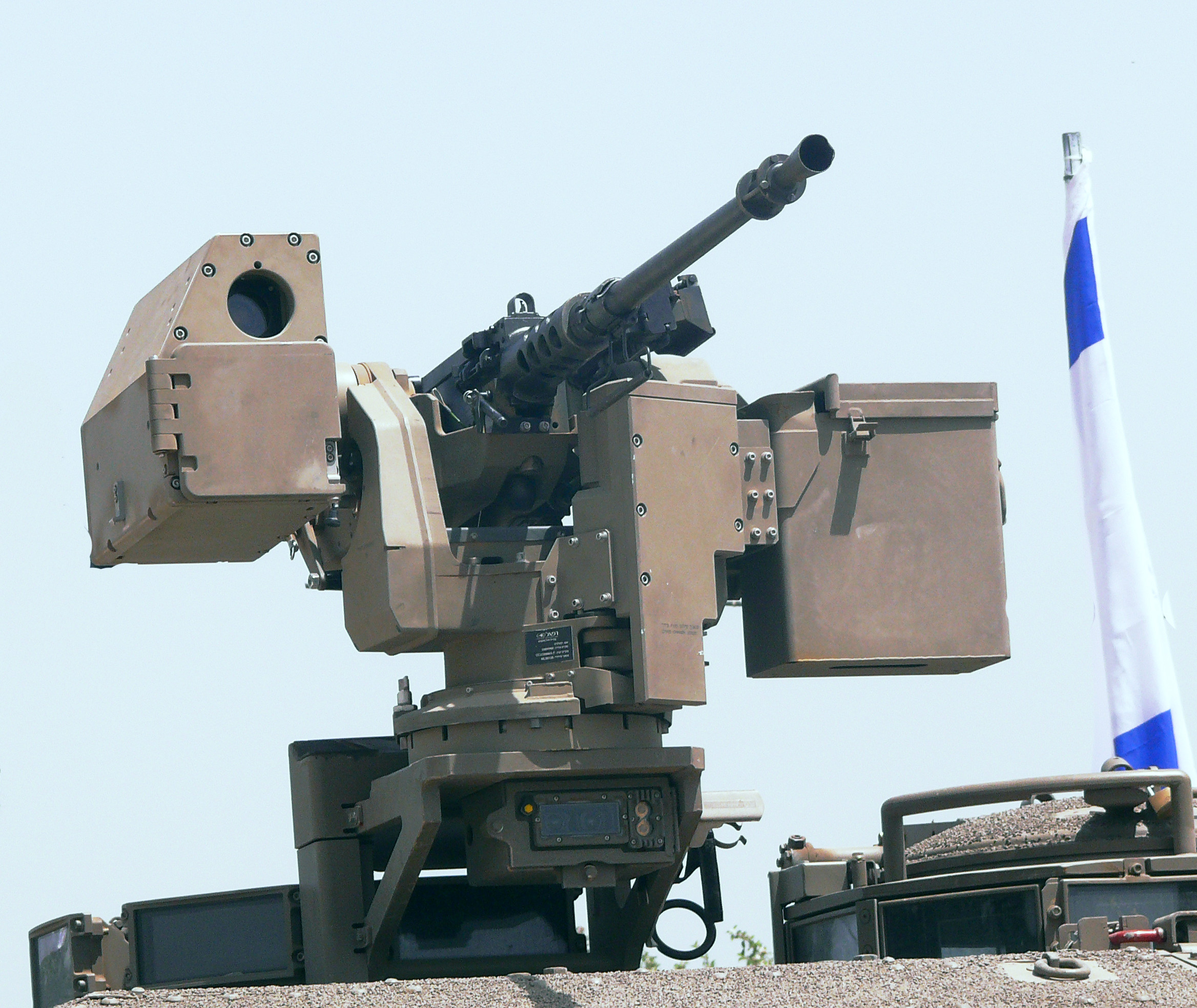
12.7 mmM2重機関銃を搭載したサムソンRCWS

サムソン RCWS（Samson RCWS, Remote Controlled Weapon Station）は、イスラエルのラファエル・アドバンスド・ディフェンス・システムズによって開発されたRWS（Remote Weapon Station, 遠隔操作式機関銃架）である。

## 概要
サムソン RCWS は別名、"Katlanit RCWS"とも呼ばれている。"Katlanit"（ヘブライ語: קטלנית）は"致死的"という意味の女性形の語である。
イスラエル国防軍の兵器開発部門であるRAFAEL（現在のラファエル社）により開発されたRWSで、12.7mm重機関銃、7.62mm汎用機関銃、5.56mm軽機関銃、40mmグレネードランチャーといった多様な火器を搭載する事が可能である。サムソン RCWS はイスラエル国防軍で運用されている他、幾つかの国に輸出されている。
また、サムソン RCWS-30と命名された、Mk44ブッシュマスターII 30mm機関砲、スパイク対戦車ミサイル、スモークディスチャージャーを組み込んだ銃塔モジュールも開発され、こちらも輸出が行われている。サムソン RCWS-30はチェコのパンデュールII、ポーランド軍のBMP-1などに搭載されている。
イスラエル西岸地区の分離壁にはセントリーテック Roeh Yorehと呼ばれる12.7mm重機関銃、7.62mm汎用機関銃、スパイク対戦車ミサイル、AIによる自動照準システムなどを搭載した国境監視塔が設置されている。

## バリエーション
基本バリエーションは以下の通り
サムソン Jr. RCWS
5.56mm軽機関銃、7.62mm汎用機関銃搭載用。重量約65～70kgで、軽車両に搭載可能。
サムソン・ミニ RCWS
12.7mm～14.5mm重機関銃、40mmグレネードランチャー搭載用。火器非搭載状態で重量200kg、府仰角-20～＋60°、2軸安定で自動追尾機能を有する。海軍船舶向けのミニ・タイフーンRWSと同等クラス。
スタンダード・サムソン RCWS（SAMSON MK1）
20～40mm機関砲を搭載可能。重量1,500kg程度で、海軍船舶向けのタイフーンRWSと同等クラス。
サムソン RCWS-30
Mk44ブッシュマスターII 30mm機関砲、スパイク対戦車ミサイル、スモークディスチャージャーを組み込んだ銃塔モジュール。

## 採用国

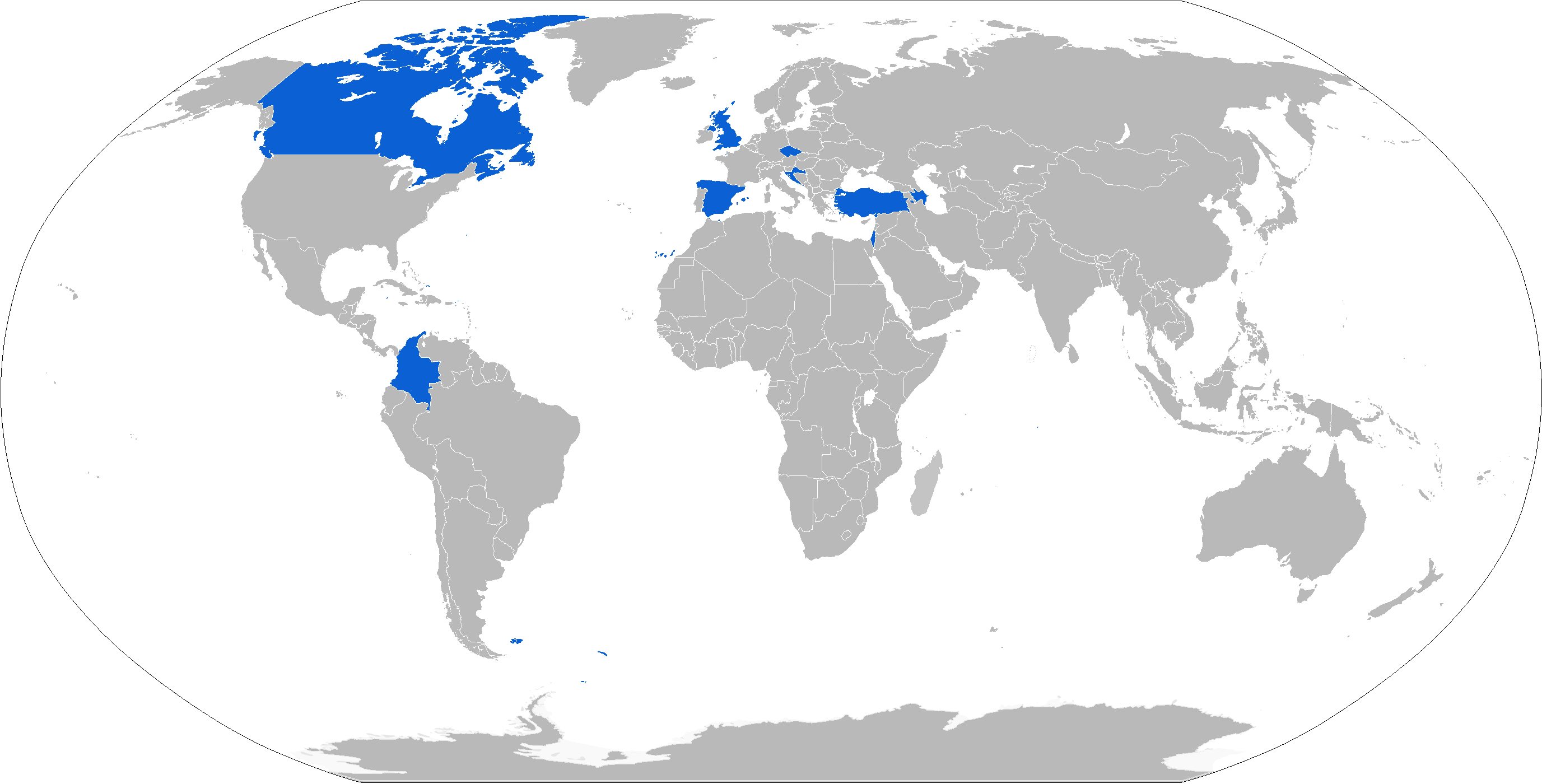
サムソンRCWS採用国

- イスラエル

アチザリット、ナメル、ハンヴィー、ゴラン、エイタン、カルメル
- アゼルバイジャン
- カナダ
- コロンビア

LAV III
- クロアチア

少数が試験的に導入されたが、最終的にクロアチア軍はノルウェーのコングスベルグ社製、プロテクター RWSを採用した。
- チェコ

パンデュールII
- スペイン

RG-31
- スロベニア

コブラ装輪装甲車
- イギリス

ストーマー装甲車

## 画像

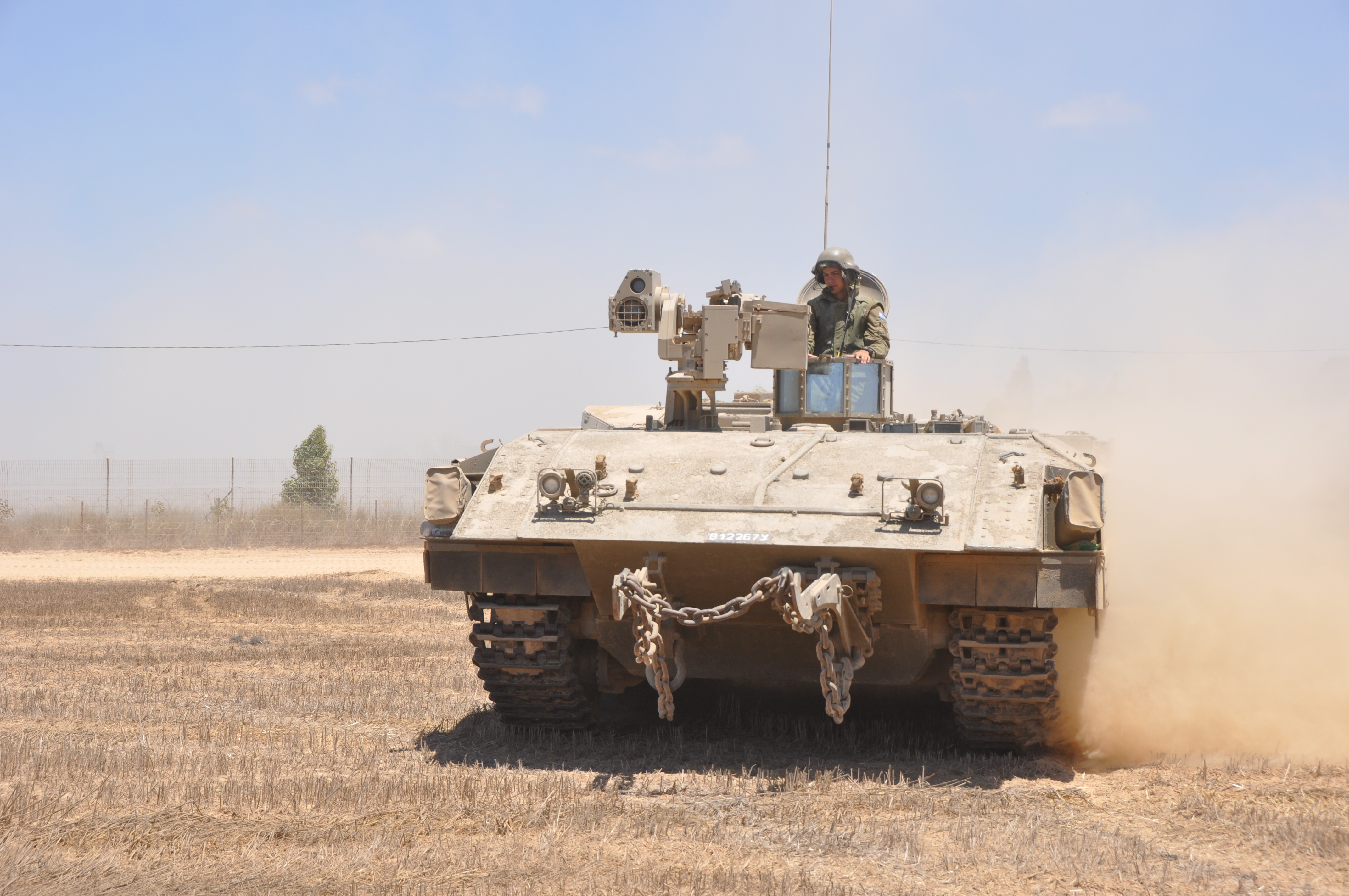
アチザリットAPCに搭載されたサムソンRCWS。
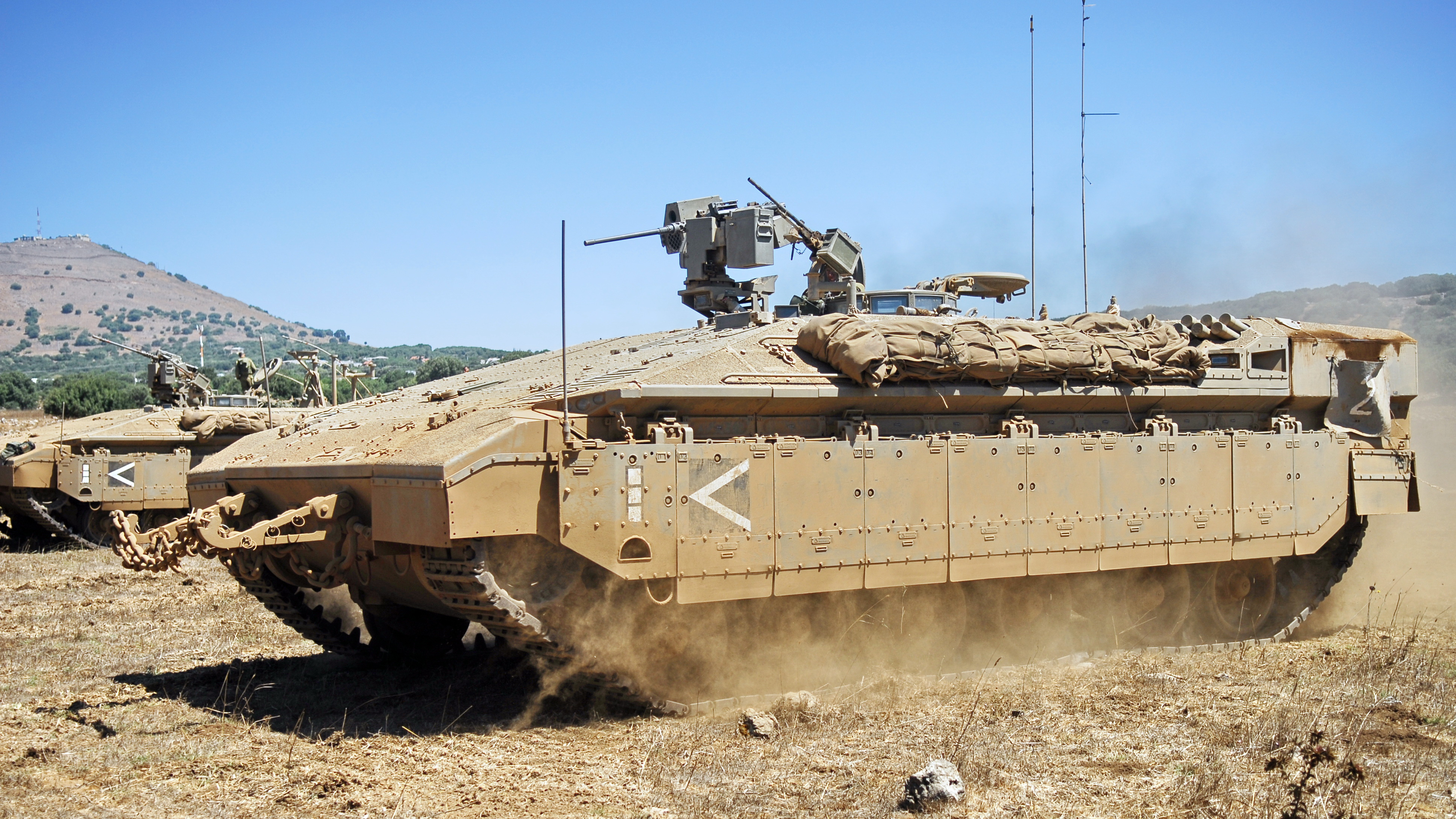
ナメルAPCに搭載されたサムソンRCWS。
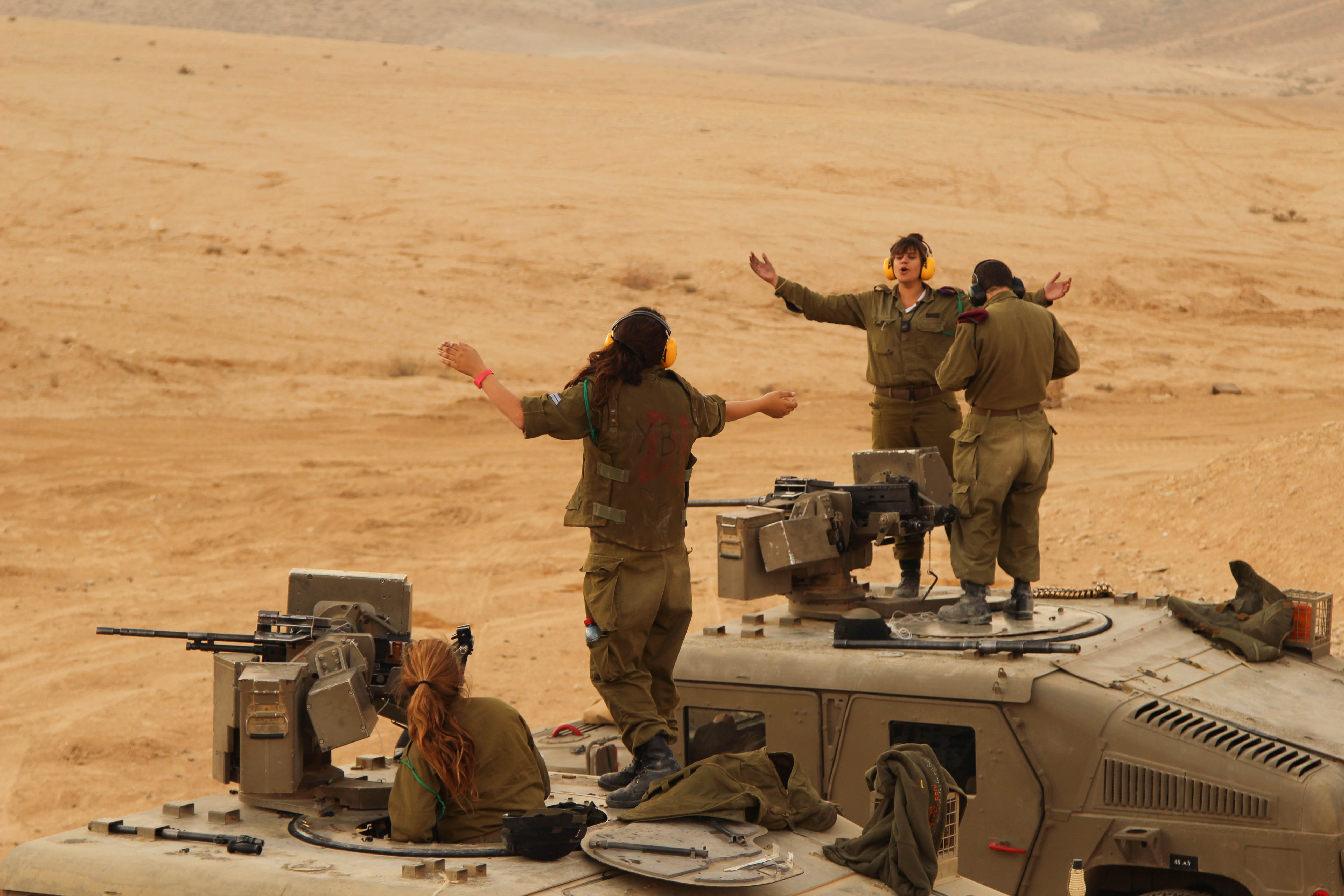
イスラエル軍のハンヴィーに搭載されたサムソンRCWS。
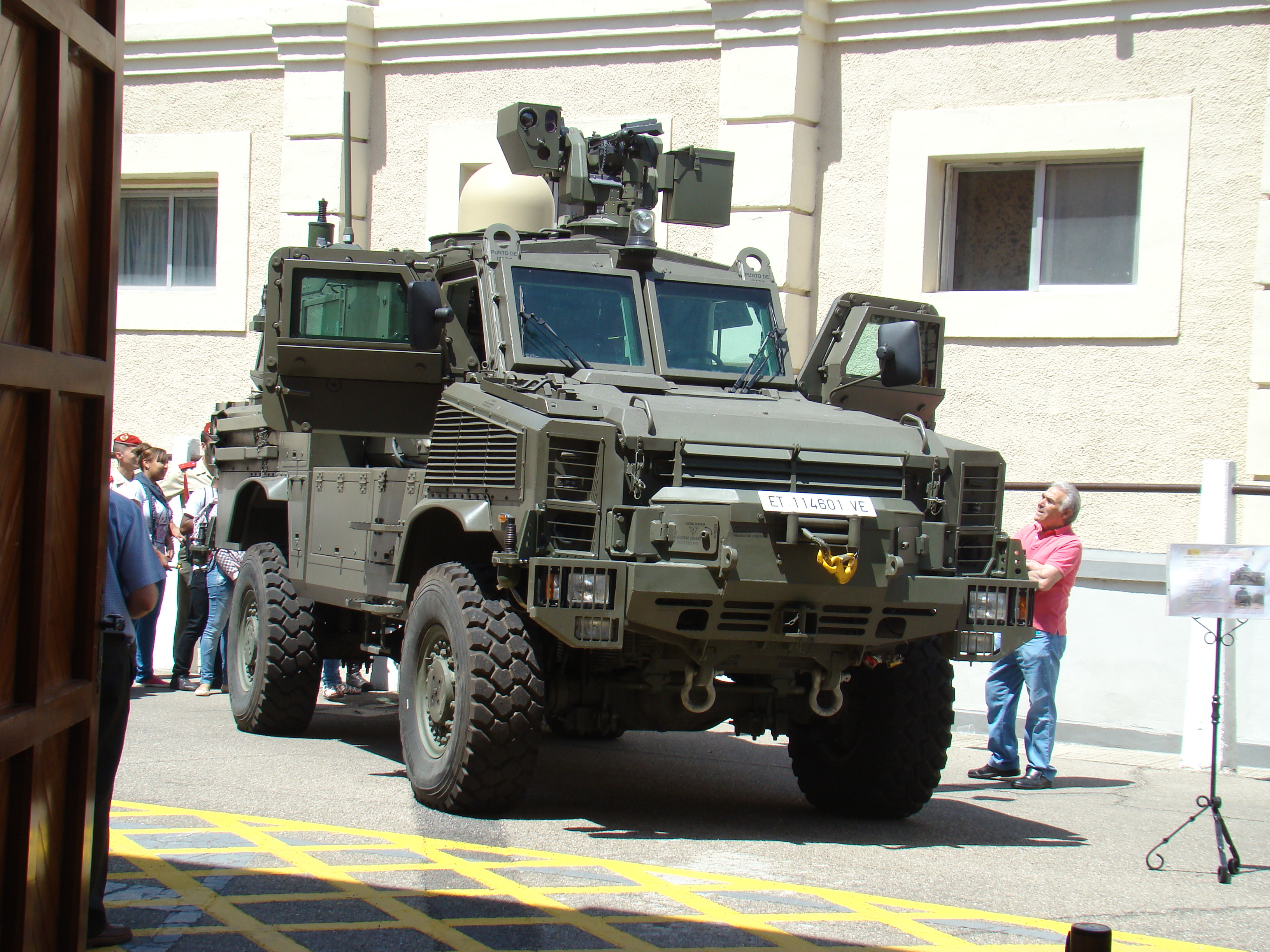
スペイン軍のRG-31に搭載されたサムソンRCWS。搭載されている機関銃はMG3。
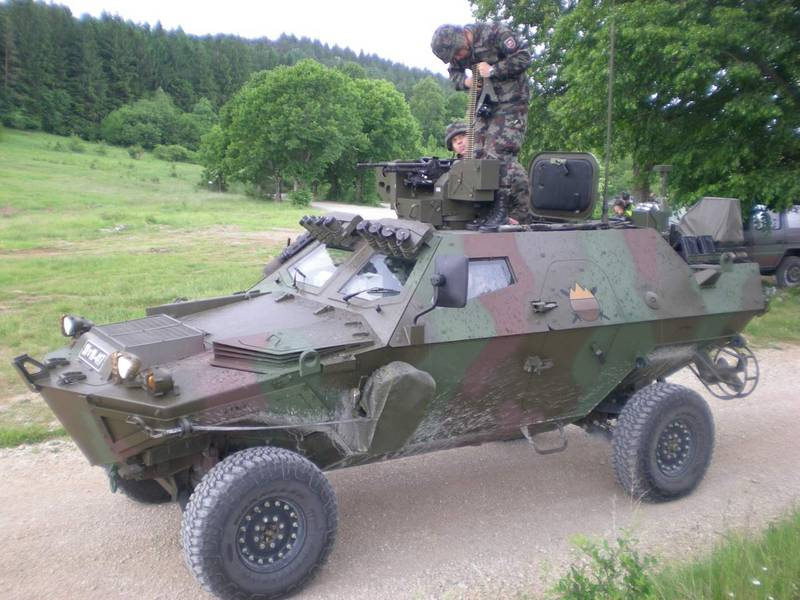
スロベニアのコブラ装輪装甲車。小型のサムソン Jr. RCWSを装備している。
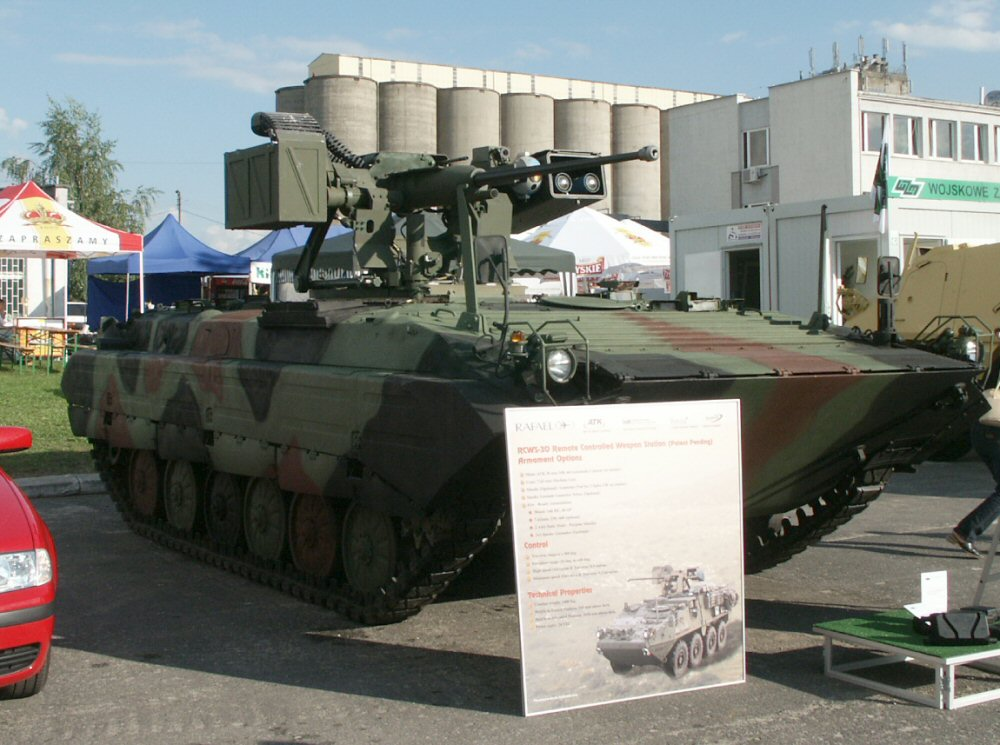
ポーランド軍のBMP-1に搭載されたサムソン RCWS-30。
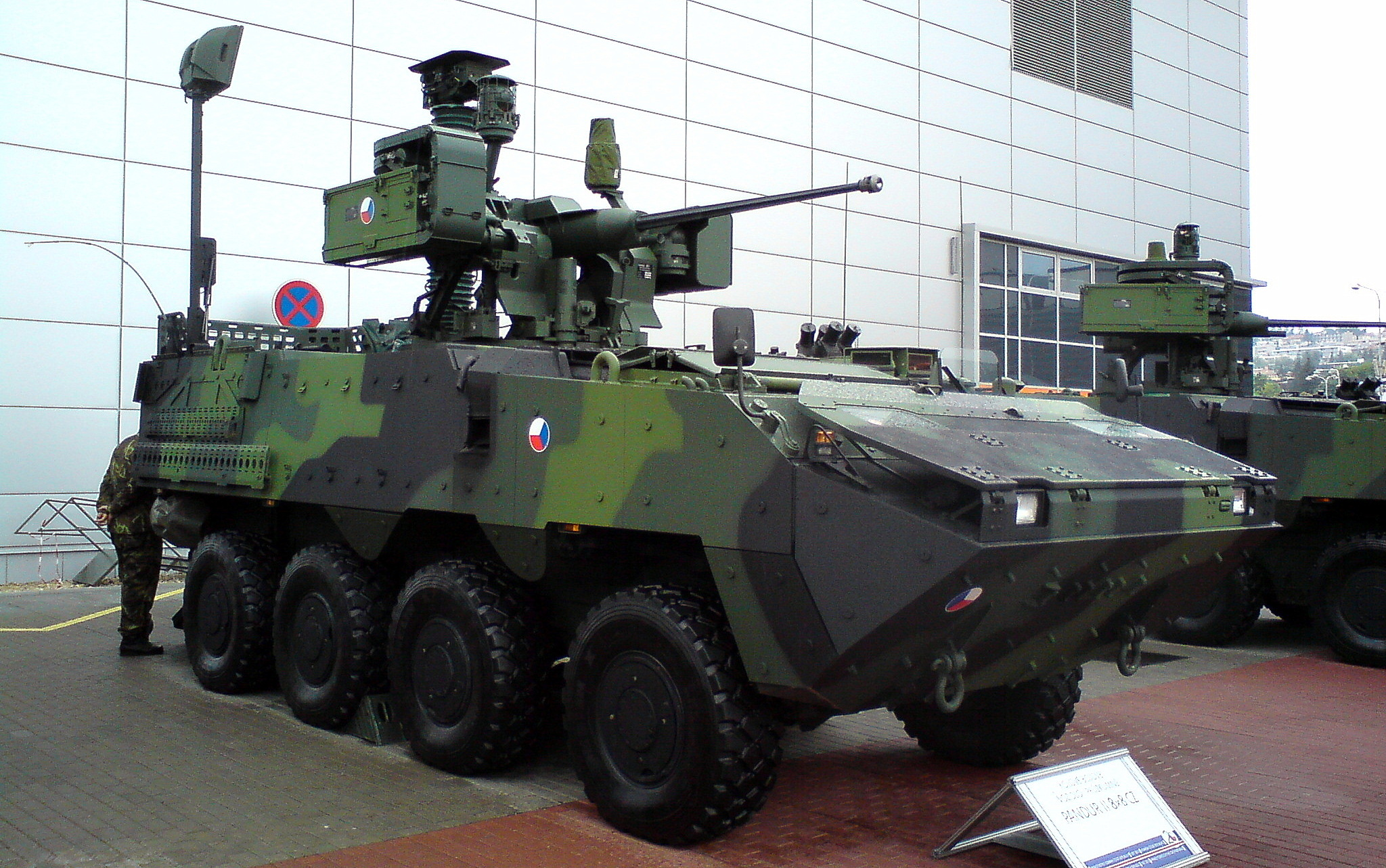
チェコ軍のパンデュールIIに搭載されたサムソン RCWS-30。